# Popielany (stacja kolejowa)
Popielany (lit. Papilė, ros. Папиле) – stacja kolejowa w miejscowości Popielany, w rejonie okmiańskim, na Litwie. Położona jest na linii Kuże - Wenta.

## Historia
Stacja została otwarta w XIX w. na drodze żelaznej libawsko-romeńskiej, pomiędzy stacjami Dobikinia i Kurszany.